# Sonderhofen
Sonderhofen ist eine Gemeinde im unterfränkischen Landkreis Würzburg. Die Gemeinde ist Mitglied der Verwaltungsgemeinschaft Aub.

## Geographie
Die Gemeinde liegt am Gaubahnradweg zwischen Rittershausen und Gelchsheim in der Region Würzburg. Durch Sonderhofen führt der Fränkische Marienweg.

### Gemeindegliederung
Es gibt fünf Gemeindeteile (in Klammern ist der Siedlungstyp angegeben):
- Bolzhausen (Pfarrdorf)
- Holzmühle (Einöde)
- Sächsenheim (Pfarrdorf)
- Sonderhofen (Pfarrdorf)
- Wiesenmühle (Einöde)

Es gibt die Gemarkungen Bolzhausen, Sonderhofen und Sächsenheim.

## Geschichte

### Bis zur Gemeindegründung
Der im Gollachgau gelegene Ort wurde 973 in einer Urkunde des Otto II. erwähnt, in welcher dieser dem Marienkloster Rechte bestätigt.
Als Teil des Hochstiftes Würzburg, das ein Teil des Fränkischen Reichskreises war, wurde Sonderhofen 1803 zugunsten Bayerns säkularisiert, dann im Frieden von Preßburg (1805) Erzherzog Ferdinand von Toskana zur Bildung des Großherzogtums Würzburg überlassen, mit dem es 1814 endgültig an Bayern fiel. Im Zuge der Verwaltungsreformen in Bayern entstand mit dem Gemeindeedikt von 1818 die heutige Gemeinde.

### Eingemeindungen
Im Zuge der Gebietsreform in Bayern wurden am 1. Mai 1978 die Gemeinden Bolzhausen und Sächsenheim eingegliedert.

### Einwohnerentwicklung
- 1961: 958 Einwohner[5]
- 1970: 952 Einwohner[5]
- 1987: 791 Einwohner
- 1991: 770 Einwohner
- 1995: 809 Einwohner
- 2000: 842 Einwohner
- 2005: 827 Einwohner
- 2010: 826 Einwohner
- 2015: 848 Einwohner
- 2023: 873 Einwohner[2]

Im Zeitraum 1988 bis 2018 stieg die Einwohnerzahl von 769 auf 846 um 77 Einwohner bzw. um 10 %.
Quelle: BayLfStat

## Politik
Erster Bürgermeister ist seit 1. Mai 2014 Heribert Neckermann (UWG); bei einer Wahlbeteiligung von 82,5 % wurde er am 15. März 2020 mit 85,8 % der Stimmen für weitere sechs Jahre gewählt.
Die Gemeinderatswahl am 15. März 2020 ergab folgende Sitzverteilung:
- UWG 4 Sitze (53,28 %)
- CSU 4 Sitze (46,72 %)

Auch in der Amtszeit 2014 bis 2020 hatten UWG und CSU jeweils vier Sitze erhalten.
Die Gemeindesteuereinnahmen betrugen im Jahr 2013 404.000 €, davon betrugen die Gewerbesteuereinnahmen (netto) umgerechnet 85.000 €.

### Wappen
|                         | Blasonierung: „Unter silbernem Schildhaupt, darin ein schreitender herschauender, rot gezungter schwarzer Löwe, in Blau eine goldene heraldische Lilie.“ |
| Wappenführung seit 1981 | |

## Feuerwehr
Die Freiwillige Feuerwehr Sonderhofen besteht seit dem Jahr 1886. Die Feuerwehr besitzt einen Gerätewagen-Logistik GW-L1 und ein Mehrzweckfahrzeug, sowie den Rüstwagen RW 2 und das Tanklöschfahrzeug TLF 16/25, die beide vom Landkreis Würzburg in Sonderhofen stationiert sind.
Die Kommandanten sind Felix Zehnter und Daniel Kreußer.
Der Feuerwehrverein hat 126 Mitglieder.

## Kultur und Sehenswürdigkeiten

### Dorfplatz

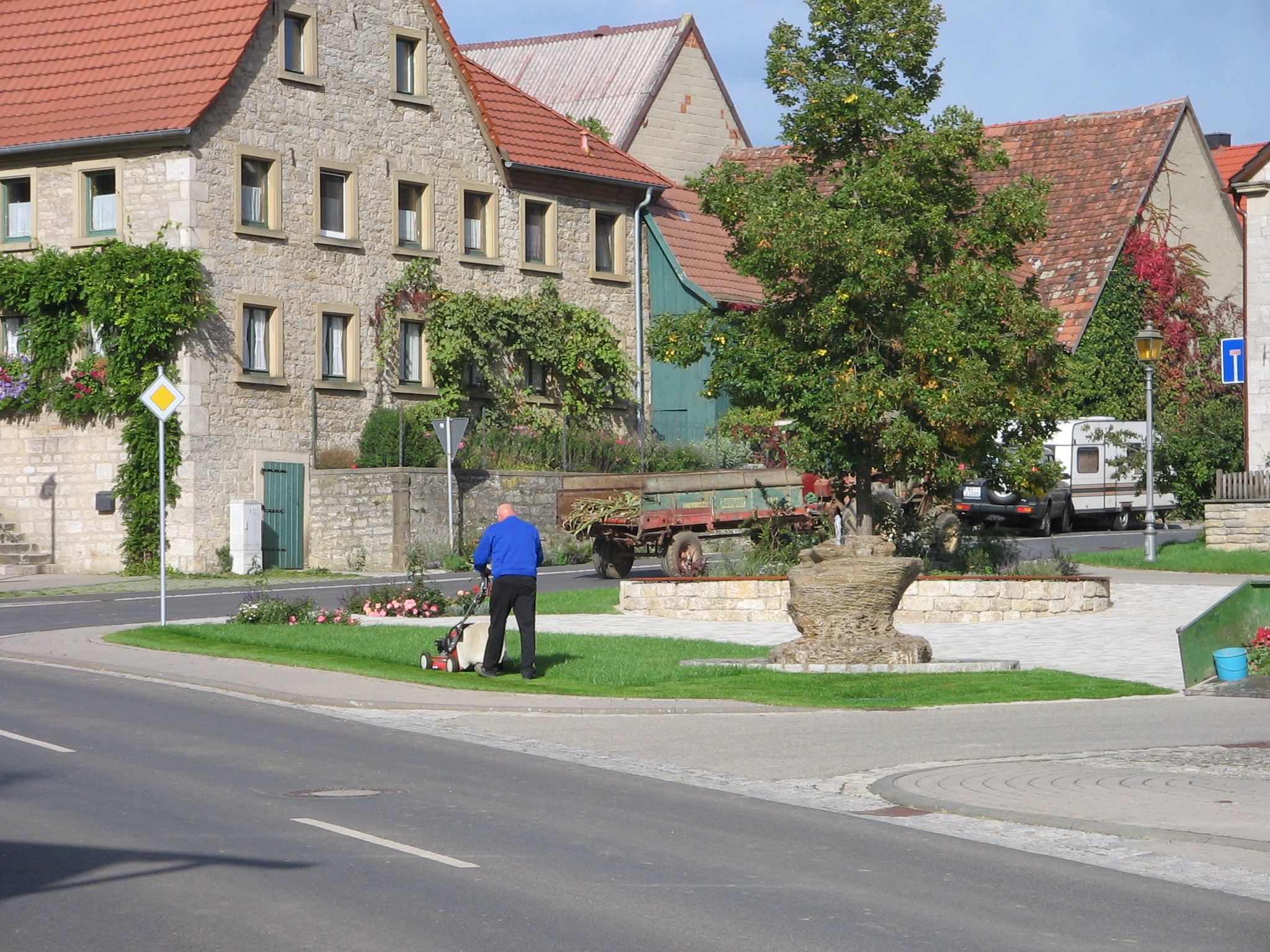
Dorfplatz in Sonderhofen

Im August 2005 wurde der Dorfplatz in der Ortsmitte fertiggestellt. Der Blickfang ist ein Findlingsstein, aus dem eine Wasserfontäne sprudelt.

### Pfarrkirche
Die Pfarrkirche, Johannes dem Täufer geweiht, entstand um 1755. Nach den Plänen von Johann Michael Fischer wurde damals dem Altbau ein neues Langhaus angefügt.
Im barocken Portal befindet sich über der Eingangstür das Wappen des Fürstbischofs Adam Friedrich von Seinsheim. Der Turm wurde 1843 neu errichtet und 1869 mit Kuppeldach und Laterne versehen.
Zwischen 1765 und 1895 wurde die Ausstattung von Künstlern wie Johann Peter Wagner (Hochaltar), Fritz Bayerlein und Antonio Petrolli (Stuckarbeiten) und Georg Anton Urlaub (Deckengemälde) geschaffen. Die kunstvollen, leichten, hellen und festlich wirkenden Figuren und die Stuckdekorationen brachten der Kirche den Beinamen Perle im Gau ein.

## Persönlichkeiten
- Philipp von Michel, (1845–1922), Jurist, Geheimer Hofrat und Oberbürgermeister der Stadt Würzburg
- Aaron Zehnter (* 2004), Fußballspieler